# Televisione digitale nei Paesi Bassi
Nei Paesi Bassi esistono tre tipi di trasmissione televisiva digitale: quella terrestre (DVB-T), quella via cavo (DVB-C), e quella satellitare (DVB-S). Inoltre sono disponibili anche servizi IPTV offerti da alcune compagnie telefoniche.
Alla fine del terzo trimestre 2012 almeno il 63% dei telespettatori usano la televisione digitale nei Paesi Bassi.

## Digitale Terrestre
I Paesi Bassi sono stati il secondo paese europeo ad aver fatto il passaggio al digitale terrestre l'11 dicembre 2006. Lo switch-off è stato agevolato dal fatto che il 90% circa dei telespettatori usa la tv via cavo che è ancora oggi disponibile anche in analogico. La televisione terrestre è usata di più nelle aree rurali, nelle rulotte e in altri luoghi.
Le televisioni pubbliche, sia quelle nazionali che quelle regionali, trasmettono in free to air, cioè gratuitamente e in chiaro.
La principale piattaforma televisiva DVB-T è Digitenne, appartenente alla KPN, la principale compagnia telefonica olandese. Digitenne offre 25 canali televisivi e 16 stazioni radiofoniche, e i suoi canali sono criptati col sistema Conax.

### DVB-H
Il 5 luglio 2008 Digitenne ha lanciato una piattaforma televisiva DVB-H chiamata MobileTV, su cui erano disponibili dieci canali. I dieci canali sono: Nederland 1, Nederland 2, Nederland 3, RTL 4, RTL 24, SBS 6, Jetix/Veronica, MTV, Discovery Channel, Xite e Nick Toons.
RTL 24 è un canale disponibile solo in DVB-H che è dedicato a news e sport. Xite è un canale musicale.
Il servizio è stato sospeso e annullato il 1º luglio 2011.

## Televisione via cavo
Oltre il 90% dei telespettatori olandesi riceve le trasmissioni televisive via cavo. I canali sono disponibili sia in analogico che in digitale, col sistema analogico non c'è bisogno di nessun decoder.
Le trasmissioni digitali vengono criptate con sistemi di criptografia che variano da compagnia a compagnia.
Vengono offerti anche alcuni canali in HD.
Le quattro maggiori compagnie olandesi di televisione via cavo sono:
- Ziggo
- UPC Netherlands
- CAIWAY
- DELTAKABEL

## Televisione satellitare
La televisione digitale satellitare è disponibile nei Paesi Bassi tramite la Pay tv CanalDigitaal, che trasmette sul satellite SES Astra.
Per motivi di copyright per abbonarsi a CanalDigitaal è necessario avere un codice postale olandese. Trasmette con lo standard DVB-S, lo stesso usato dai canali in chiaro; i suoi canali vengono criptati con i sistemi Mediaguard e Irdeto 2.
I canali pubblici trasmettono in free to view e per riceverli bisogna avere una tessera CanalDigitaal, mentre per ricevere i canali privati bisogna avere una abbonamento a questa pay tv.

## IPTV
Dal 1º maggio 2006 la KPN offre MineTV, disponibile tramite connessione DSL. Inoltre con questa si possono ricevere molti programmi On Demand.
Anche Tele2 offre un servizio IPTV chiamato Tele2Vision.